# Szabados József (matematikus)
Szabados József (1938. július 6. –) a matematikai tudomány doktora. Fő kutatási területei az approximációelmélet, az interpoláció és a súlyozott polinomiális egyenlőtlenségek.

## Család
Anyja Gotthárd Anna háztartásbeli, apja Schaffler Rezső vésnöksegéd, aki a magyarországi németek II. világháború utáni kitelepítésének hatására magyarosította a nevét Szabadosra.

## Tanulmányok, tudományos fokozatok
A budapesti Árpád Gimnáziumban érettségizett. Már középiskolásként részt vett matematikai versenyeken. Az 1955. évi Rákosi Mátyás matematikai tanulmányi versenyen (a mai OKTV elődjén) 2. helyezést ért el. Tanulmányait az Eötvös Loránd Tudományegyetemen matematika–fizika szakos tanárként kezdte, majd az újonnan indított matematikus szakon végezte 1961-ben. 1966-ban megszerezte a Magyar Tudományos Akadémia kandidátusi, majd 1976-ban a doktori fokozatát.

## Életmű

### Kutatómunka
Eredménye két monográfia (Interpolation of Functions és Walsh Equiconvergence of Complex Interpolating Polynomials), valamint közel 200 tudományos cikk. Ezek fele hazai és nemzetközi együttműködésben, mintegy 30 különböző társszerzővel készült, többek között Erdős Pállal (ennek megfelelően Szabados József Erdős-száma 1).

### Oktatómunka
Munkájának középpontjában a kutatás áll, de egyetemi oktatóként is dolgozott, először az Eötvös Loránd Tudományegyetem geometria tanszékén demonstrátorként, később pedig az analízis tanszéken, valamint előadott az akkor még budapesti székhelyű Közép-európai Egyetemen. Ezenkívül számos féléven át tanított olyan külföldi egyetemeken, ahol hozzá hasonlóan approximációelmélettel foglalkozó munkatársakkal tudott együttműködni. Ilyen programok keretében dolgozott Moszkvában és az Egyesült Államok öt egyetemén. 1982-83-ban például a Texas A&M University hívta meg vendégkutatónak a közelmúltban alapított approximációelméleti központba, és a késő Kádár-kor ideológiájával nem egyező tapasztalatairól a Magyar Tudomány folyóiratban számolt be.

### Szerkesztői munka
Matematikai könyvek és periodikák szerkesztőjeként is dolgozik. Közreműködött több konferencia nyomán megjelenő tanulmánykötet, valamint kollégák emlékkötetének szerkesztésében. Tagja számos magyar, amerikai és egy kínai matematikai folyóirat szerkesztőségének. Az Acta Mathematica Hungarica főszerkesztő-helyettese.

## Elismerések
- 1966: Grünwald Géza-emlékdíj
- 1974: Rényi Alfréd-díj[9]
- 1982: Akadémiai Díj[10]
- 2003: Magyar Köztársasági Érdemrend tisztikeresztje[11]
- 2003: Akadémiai Könyvkiadó Nívódíja[11]
- 2009: Eötvös József-koszorú[10]